# Same Time, Next Year
Same Time, Next Year és una pel·lícula romàntica nord-americana dirigida per Robert Mulligan i protagonitzada per Alan Alda i Ellen Burstyn. Basada en peça teatral homònima de Bernard Slade, es va estrenar el 22 de novembre de 1978 i rebé quatre nominacions als premis Oscar sense guanyar cap premi.

## Argument
L'any 1951, en una fonda a la costa del comtat de Mendocino, Doris, una mestressa de casa de vint-i-quatre anys d'Oakland, coneix durant el sopar en George, un comptable de vint-i-set anys de Nova Jersey. Tenen una cita sexual i, Malgrat que tots dos estan feliçment casats i tenen sis fills entre ells passen la nit junts i després decideixen que cada any es trobaran al mateix hotel per passar junts una nit.
La pel·lícula avança cinc anys narrant episòdicament els canvis pels quals passen els seus respectius matrimonis i com la seva connexió es va fent cada cop més profunda. L'any 1966, per exemple, George, ara de mitjana edat i vestit formalment se sorprèn que Doris es presenti com una noia d’esquerres vestida amb texans i els cabells fins a la cintura. George, per la seva banda, revela el seu nou conservadorisme com a resultat de la mort del seu fill al Vietnam l'any anterior. En la seva trobada el 1977, George explica a Doris que la seva dona, Helen, va morir inesperadament a principis d'any, i que Helen havia revelat a un amic que feia deu anys que coneixia l'afer, però mai li havia dit a George que ho sabia. Ara vidu, George li proposa que vagin a viure junts, però ella refusa per fidelitat al seu marit. Abatut, George se'n va, però torna ràpidament, i prometen continuar l'afer sempre que puguin.

## Repartiment
- Ellen Burstyn (Doris)
- Alan Alda (George
- Ivan Bonar (Chalmers)
- Bernie Kuby (cambrer)
- Cosmo Sardo (segon cambrer)
- David Northcutt (pilot núm. 1)
- William Cantrell (pilot núm. 2)

## Producció
La pel·lícula es va estructurar en sis episodis separats aproximadament en cinc anys i entre cada episodi es mostren fotografies que il·lustren els canvis culturals i els esdeveniments polítics principals que van tenint lloc de manera que som conscients el que s’està esdevenint en el món mentre els dos personatges es troben. Les escenes exteriors de la pel·lícula es van filmar a l’Heritage House Resort de Little River, Califòrnia, a prop de Mendocino i els interiors es van filmar als Universal Studios de Los Angeles. Inicialment, Paul McCartney va compondre el tema principal de la pel·lícula que interpretava amb els Wings però al final es descartà i s’optà per un tema de Marvin Hamlisch i Alan i Marilyn Bergman interpretat per Johnny Mathis i Jane Olivor.

## Premis i reconeixements

### Nominacions
- Oscar a la millor actriu (Ellen Burstyn)
- Oscar al millor guió adaptat (Bernard Slade)
- Oscar a la millor fotografia (Robert Surtees)
- Oscar a la millor cançó original ("The Last Time I Felt Like This")
- Globus d'Or al millor actor musical o còmic (Alan Alda)
- Globus d'Or a la millor cançó original
- Millor guió adaptat dels premis Writers Guild of America

### Premis
- Globus d'Or a la millor actriu musical o còmica (Ellen Burstyn)